# Rudolf-Mueller-Anlage

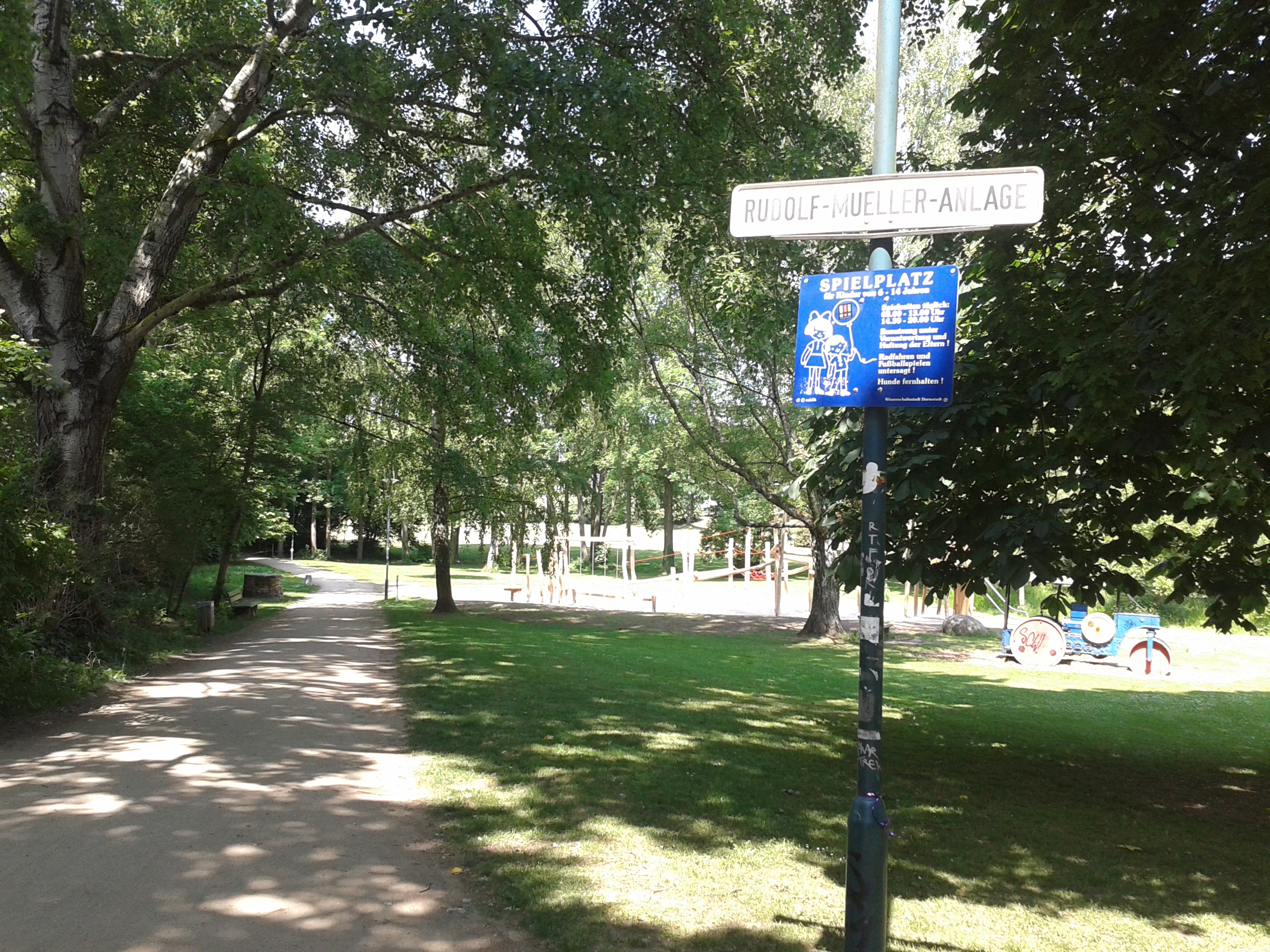
Rudolf-Mueller-Anlage (2015)

Die Rudolf-Mueller-Anlage ist eine kleine Parkanlage in Darmstadt, gelegen zwischen Großem Woog im Osten und Mercksplatz bzw. Jugendstilbad im Westen. Sie liegt auf dem ehemaligen Gelände des Gartenhorts der Jugend und der Knabenarbeitsanstalt. Die Anlage wurde 1974 nach dem ehemaligen Oberbürgermeister und Ehrenbürger von Darmstadt, Rudolf Mueller (1869–1954), benannt.
Eine Erweiterung der Anlage war erstmals 1976 angedacht, konnte wegen ungelöster Grundstücksfragen aber nicht in der geplanten weitreichenden Form realisiert werden. Stattdessen erfolgte nach 2010 eine Erweiterung hin zum Großen Woog. Einer Gartenschau, die im Jahr 2010 angedacht war, sowie der Hessischen Landesgartenschau für 2022 erteilte die Stadt aus Kostengründen eine Absage.

## Sonstiges
- Am Ostrand der Anlage befindet sich ein Teich. Durch die Anlage fließt der Darmbach.
- Am Südostrand befindet sich ein Abenteuerspielplatz.[5]

## Bilder-Galerie

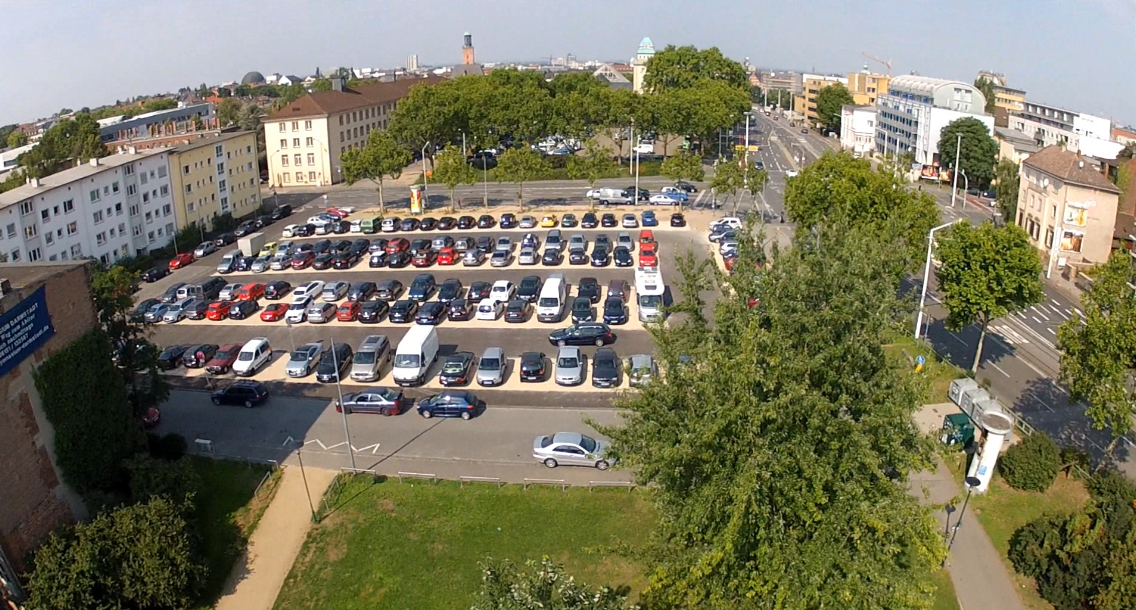
Mercksplatz am nordwestlichen Rand der Anlage (2014)
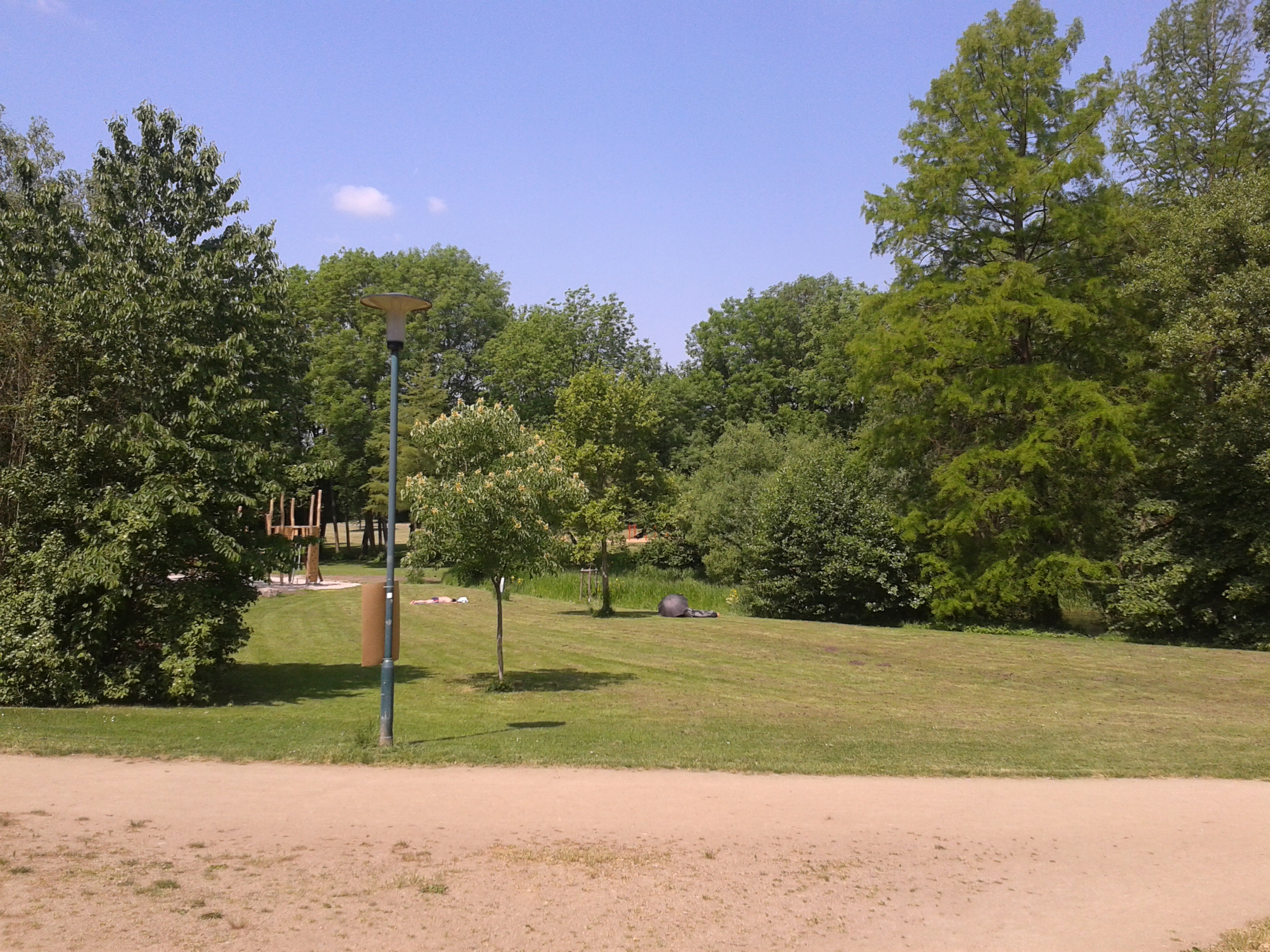
Ostrand der Anlage (2015)
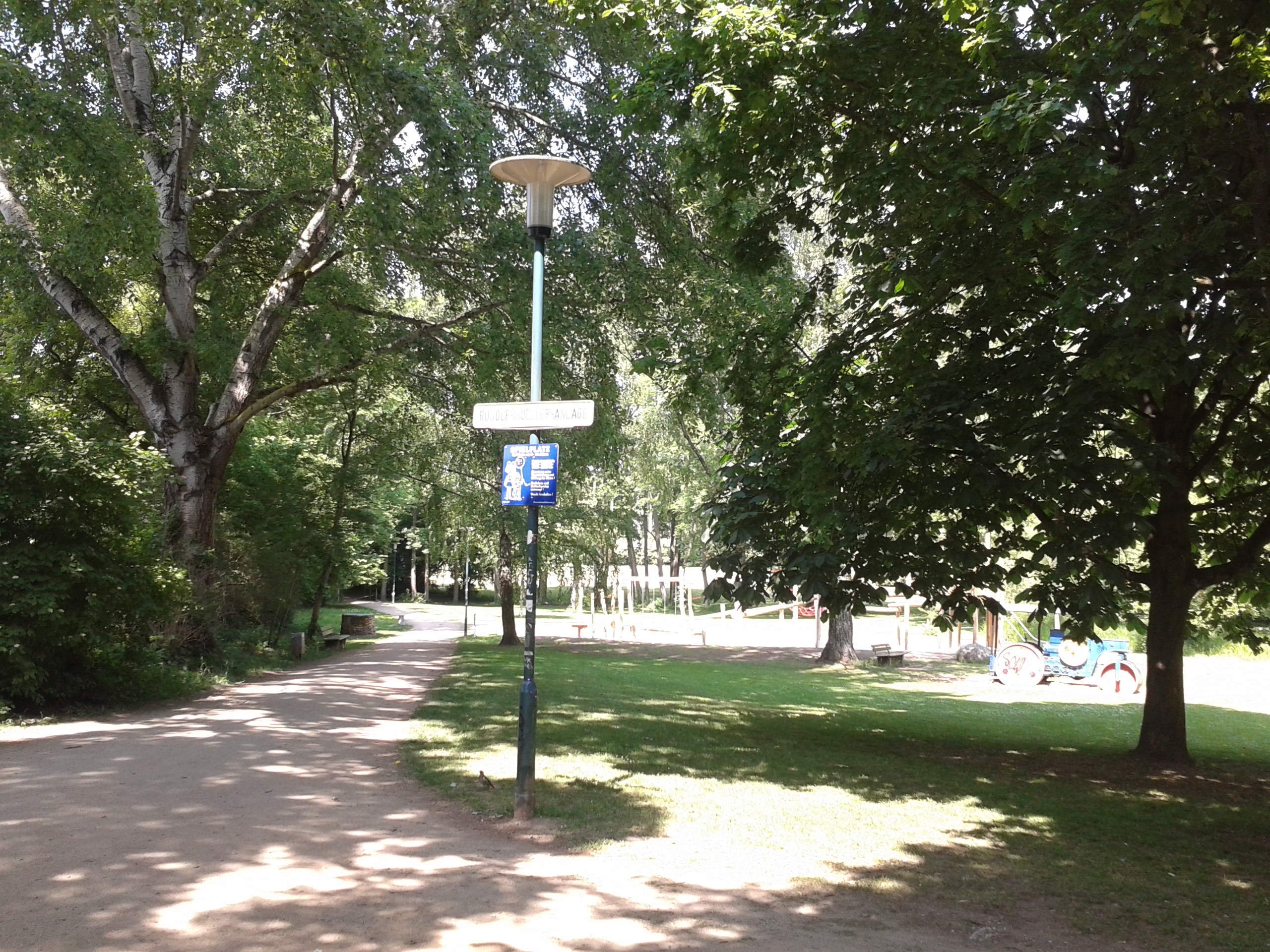
Süd-Ost-Rand der Anlage (2015)